# EPUAP
ePUAP, pełna nazwa: Elektroniczna Platforma Usług Administracji Publicznej – ogólnopolska platforma teleinformatyczna służąca do komunikacji obywateli z jednostkami administracji publicznej w ujednolicony, standardowy sposób. Zbudowana w ramach projektu ePUAP-WKP (Plan Informatyzacji Państwa). Usługodawcami są jednostki administracji publicznej oraz instytucje publiczne (zwłaszcza podmioty wykonujące zadania zlecone przez państwo).
ePUAP został uruchomiony 14 kwietnia 2008 roku.
Platforma udostępnia usługodawcom infrastrukturę technologiczną do świadczenia usług obywatelom (usługobiorcom). Wśród uczestników ePUAP znajdują się zarówno jednostki administracji centralnej, jak i samorządy, a wśród nich urzędy gminne. Wśród usług oferowanych przez ePUAP są także:
- profil zaufany (eGO) – umożliwia składanie pism elektronicznych ze skutkiem prawnym bez konieczności stosowania podpisu kwalifikowanego oraz
- mechanizm pojedynczego logowania (SSO) – umożliwia stosowanie tego samego konta ePUAP do logowania się na stronach różnych usługodawców[a].

## Obszary zastosowania
- udostępnianie usług publicznych: jako wspólna infrastruktura wykorzystywana przez instytucje publiczne do udostępniania własnych usług
- zintegrowany dostęp do usług publicznych: jako wspólna infrastruktura dla zintegrowanego („odresortowionego”, „odmiejscowionego”), ujednoliconego, zagregowanego dostępu do wykorzystywanych usług publicznych
- repozytorium wzorów dokumentów elektronicznych
- portal interoperacyjności: jako narzędzie pracy dla „organizacji interoperacyjności”

## Założenia działania
- zachowanie jawności, otwartości oraz neutralności technologicznej interfejsów systemów teleinformatycznych
- dążenie do jak największej standaryzacji formatów danych wymienianych pomiędzy instytucjami publicznymi a usługobiorcami oraz między samymi instytucjami publicznymi
- jednolity dostęp do usługi bez ponoszenia znaczących kosztów

## Umocowanie prawne
Podstawą prawną funkcjonowania ePUAP i profilu zaufanego jest ustawa z dnia 17 lutego 2005 r. o informatyzacji działalności podmiotów realizujących zadania publiczne (Dz.U. z 2023 r. poz. 57).
Zgodnie z przepisami prawa od 1 maja 2008 r. organy władzy publicznej zobowiązane są do przyjmowania dokumentów w postaci elektronicznej (wnoszenia podań i wniosków oraz innych czynności w postaci elektronicznej). ePUAP umożliwia instytucjom publicznym spełnienie tego wymogu poprzez udostępnienie infrastruktury usług, pozwalających na założenie skrzynki podawczej. Skrzynka podawcza na ePUAP spełnia wymogi prawa, a w szczególności:
- wystawianie urzędowego poświadczenia odbioru zgodnego z rozporządzeniem Prezesa Rady Ministrów z dnia 14 września 2011 r. w sprawie sporządzania pism w formie dokumentów elektronicznych, doręczania dokumentów elektronicznych oraz udostępniania formularzy, wzorów i kopii dokumentów elektronicznych
- współpraca ze sprzętowymi modułami bezpieczeństwa – HSM, spełniającymi wymogi techniczne określone w prawie
- obsługa dokumentów elektronicznie zgodnie z minimalnymi wymaganiami określonymi w rozporządzeniu Rady Ministrów z dnia 21 maja 2024 r. w sprawie Krajowych Ram Interoperacyjności, minimalnych wymagań dla rejestrów publicznych i wymiany informacji w postaci elektronicznej oraz minimalnych wymagań dla systemów teleinformatycznych (Dz.U. z 2024 r. poz. 773).

## Kontrowersje

### Awarie
Systemowi ePUAP bardzo często zdarzają się mniejsze lub większe awarie. Ponieważ jest on wykorzystywany do podpisywania wniosków profilami zaufanymi również w innych elektronicznych systemach administracji publicznej, przykładowo na Platformie Usług Elektronicznych stworzonej przez ZUS, to usterki systemu ePUAP bardzo utrudniają załatwienie większości spraw urzędowych drogą elektroniczną. System padał również ofiarą ataków cyberprzestępców.

### Infoafera
Według TVN i wydania Wiadomości TVP z 10 kwietnia 2014, powstanie ePUAP wiązane jest też z tak zwaną infoaferą. 10 kwietnia 2014 minister spraw wewnętrznych Polski potwierdził informacje, że amerykański koncern HP przyznał się do swojego udziału w polskiej infoaferze i do korumpowania polskich urzędników.
Do marca 2014 budowa ePUAP i jego utrzymanie kosztowało 98,4 mln zł. Do wykorzystania w ramach tego projektu zostało jeszcze 67,8 mln zł. Zakwestionowane wydatki tylko na sam portal to ok. 20 mln zł.